# 上海航天技術研究院
上海航天技術研究院（SAST）（中国語: 上海航天技术研究院）は中国航天科技集団公司（CASC）傘下の中国の宇宙機関。第八研究院、八院とも呼ばれる。社員は2万名前後で予算は17億元程度とされる。
1961年8月に上海市第二機電工業局（上海市第二机电工业局）として設立され、1993年に現在の名称に改名した。
SASTはロケット・衛星やその部品の設計、開発、製造などを行っている。宇宙機械では風雲、遥感や嫦娥計画での開発に関わっている。ロケットでは長征2号丁、長征4号甲など長征ロケット系統の開発を行っているほか、風暴1号全体の設計、製造なども行った。風暴1号は3機の軍事衛星を打ち上げたものの失敗も多く、詳細は発表されていないがSASTも責任を取らされたとされる。
現在では長征6号の開発なども受け持っている。

## 註
1. ↑  “Shanghai Aerospace City”. 2013年12月15日閲覧。
2. ↑  “上海航天技术研究院”.  中国航天科技集団公司. 2014年9月17日閲覧。
3. 1 2  “Shanghai Academy of Spaceflight Technology”. 2013年12月15日閲覧。
4. ↑  富窪高志. “中国の宇宙活動について”. p. 56. 2014年9月17日閲覧。
5. ↑  “我が国の宇宙開発利用を巡る状況について”.  宇宙航空研究開発機構. p. 15. 2014年9月17日閲覧。
6. ↑  “遠隔探査衛星7号の打ち上げに成功”. 2014年9月17日閲覧。
7. ↑  “世界の宇宙技術力比較と中国の宇宙開発の現状について”. 宇宙航空研究開発機構特別資料.  宇宙航空研究開発機構. p. 48. 2014年9月17日閲覧。